# Johan Bourret
Pour les articles homonymes, voir Bourret.
'Johan' Bourret, est un écrivain français, né en 1971 à Saumur (France). L'Anjou et la Vallée de la Loire servent de toiles de fond à la plupart de ses intrigues. À l'âge de 28 ans, il publie : Quand les loups rôdent. Ce roman traitant de la Seconde Guerre mondiale et préfacé par Lucie Aubrac, connaîtra un succès en librairies : 60 000 exemplaires vendus.

## Œuvres
- Le poids du monde, éditions Koska (1996)
- Quand les loups rôdent, éditions de L'Archipel préface de Lucie Aubrac (1999). Nouvelle publication aux éditions Les Presses de la Cité (2017)
- L’enfant qui voulait voir l’Afrique, éditions de L'Archipel (2001)
- Dans la gueule du loup, éditions Jean-Claude Lattès (2003)
- Le camp des loups, éditions Jean-Claude Gawsewitch, éditions VDB (2005)
- Sœur Charité, éditions Plon (2006)
- La Diablesse, éditions Ramsay (2009)
- Petite sœur charité, éditions Presse de la Cité (2010)
- L'Intrépide, éditions Pygmalion (2014). Nouvelle publication, City Éditions (juillet 2019) sous le titre : La dame des vignes
- Le fleuve des blessures, City Éditions (2017)
- Les embaumeuses, City Éditions (2021)